# Nonna Mordiukova
Nonna Víktorivna Mordiukova (Но́нна Ві́кторівна Мордюко́ва, Donetsk, actual Ucrania, 25 de noviembre de 1925 - Moscú, 6 de julio de 2008) fue una actriz soviética.
Diplomada en el Universidad Panrusa Guerásimov de Cinematografía, desarrolló sus primeros trabajos en teatro, hasta que fue reconocida nacional e internacionalmente por su papel en la película Parientes ajenos, de Mijaíl Schweitzer.
Con una vida personal llena de altibajos - aseguraba en sus memorias no haber sido feliz en su matrimonio con el también actor Viacheslav Tíjonov (Вячеслав Тихонов) -, la muerte de su hijo de forma prematura y trágica marcó su vida.
Jugó 62 papeles en películas en el período 1948-1999.
Realizó más de sesenta películas y obtuvo las mayores condecoraciones de la Unión Soviética y de Rusia: Premio Estatal, Premio Stalin y el Premio Nika.